# Tejang Pulau Sebesi
Tejang Pulau Sebesi is een bestuurslaag in het regentschap Lampung Selatan van de provincie Lampung, Indonesië. Tejang Pulau Sebesi telt 2523 inwoners (volkstelling 2010).